# Список королей Англии
Список королей Англии включает носителей установленного примерно в 927 году титула короля англов (лат. Rex Anglorum), со временем преобразованного в короля Англии (лат. Rex Anglie) и упразднённого в 1707 году ввиду создания единого Королевства Великобритания. Также в список вошли монархи королевства Уэссекс с 886 года, когда Альфред Великий принял титул короля англосаксов (лат. Rex Angulsaxonum) и которого некоторые учёные считают первым английским королём.
Этельстан, являвшийся королём англосаксов с 924 года, после присоединения к своим владениям Нортумбрии созвал 12 июля 927 года в Имонте других королей острова Великобритания. На собрании присутствовали король Западного Уэльса Хивел, король скоттов Константин, король Кумбрии Оуайн и граф Бамбурга Элдред, которые по итогу «установили мир с обещаниями и клятвами в месте, которое называется Имонт, и отказались от всякого идолопоклонства», что означало признание Этельстана сюзереном остальных королей острова. Последующие монархи (принимавшие уже титул «короля англов») из Уэссекской династии правили до 1066 года, когда герцог Нормандии Вильгельм завоевал Англию, установив в стране систему англонормандской монархии. Правление потомков Вильгельма прервалось в 1135 году смертью не оставившего законных наследников мужского пола Генриха I, за которой последовала продолжительная гражданская война, по итогу которой новой королевской династией стал анжуйский дом Плантагенетов. Многовековое правление Плантагенетов завершилось в 1485 году, когда в результате так называемой Войны роз на английский трон взошёл Генрих VII — основатель дома Тюдоров и потомок Ланкастеров — боковой ветви династии Плантагенетов, утвердившейся на престоле в ходе войны.
24 марта (3 апреля) 1603 года скончалась бездетная Елизавета I Тюдор, завещавшая престол королю Шотландии из династии Стюартов Якову VI, который с помощью англо-шотландской унии объединил под своей короной два королевства (до 1707 года фактически остававшиеся независимыми государствами). В 1649 году в ходе гражданской войны английская монархия была упразднена, а страна провозглашена республикой. В 1653 году установлена новая форма правления — протекторат, просуществовавший до 1659 года. 1659—1660 годы ознаменовались борьбой между сторонниками генерала Джона Ламберта и генерала Джорджа Монка, выступавших за восстановление республики и конституционной монархии соответственно, победителем из которой вышел последний. В мае 1660 года обе палаты английского парламента проголосовали за назначение Чарльза Стюарта королём и восстановление монархии, гражданская война завершилась. Период правления восстановленной династии Стюартов, получивший название Реставрации, продлился до 1707 года, когда парламенты Англии и Шотландии приняли Акт о союзе, в соответствии с которым два королевства слились в единое государство — Великобританию.
До 5 (15) октября 1582 года, когда был введён григорианский календарь, приведены юлианские даты. С момента введения календаря до его принятия в Великобритании 3 (14) сентября 1752 года приведены обе даты — юлианская и григорианская.

## Короли англосаксов (886—927)
| Портрет | Имя (годы жизни)                        | Правление      | Правление      | Династия                             | Наименование титула                                                                          | Пр.                  |
| Портрет | Имя (годы жизни)                        | Начало         | Окончание      | Династия                             | Наименование титула                                                                          | Пр.                  |
| ------- | --------------------------------------- | -------------- | -------------- | ------------------------------------ | -------------------------------------------------------------------------------------------- | -------------------- |
|         | Альфред (849—899) англ. Ælfred          | 886            | 26 октября 899 | Уэссекский дом англ. House of Wessex | Король англосаксов лат. Rex Angulsaxonum Король англов и саксов лат. Rex Anglorum et Saxonum | [ 8 ] [ 9 ] [ 10 ]   |
|         | Эдуард (?—924) англ. Eadweard           | 26 октября 899 | 17 июля 924    | Уэссекский дом англ. House of Wessex | Король англосаксов лат. Rex Angulsaxonum Король англов и саксов лат. Rex Anglorum et Saxonum | [ 11 ] [ 12 ] [ 13 ] |
|         | Этельстан (ок. 895—939) англ. Æthelstan | 17 июля 924    | 12 июля 927    | Уэссекский дом англ. House of Wessex | Король англосаксов лат. Rex Angulsaxonum Король англов и саксов лат. Rex Anglorum et Saxonum | [ 1 ] [ 14 ] [ 15 ]  |

## Список
Курсивом на сером фоне показаны даты начала и окончания правления принца Франции Людовика, претендовавшего на английский престол в ходе вторжения в страну, Карла II, провозглашённого королём в ходе гражданской войны, Джеймса Скотта, претендовавшего на власть в ходе восстания, а также лиц, возглавлявших исполнительный орган, носивший характер временного правительства, и принца Оранского Уильяма, отвечавшего за управление делами, которые руководили страной в период от отбытия короля Якова II из Англии во Францию до его отречения в результате государственного переворота.
| Портрет | Имя (годы жизни)                                           | Правление                       | Правление | Династия                                                                                  | Наименование титула | Пр.                     |
| Портрет | Имя (годы жизни)                                           | Начало                          | Окончание | Династия                                                                                  | Наименование титула | Пр.                     |
| --- | ---------------------------------------------------------- | ------------------------------- | --- | ----------------------------------------------------------------------------------------- | --- | ----------------------- |
| | Этельстан (ок. 895—939) англ. Æthelstan                    | 12 июля 927                     | 27 октября 939 | Уэссекский дом англ. House of Wessex                                                      | Король англов лат. Rex Anglorum | [ 1 ] [ 14 ] [ 15 ]     |
| | Эдмунд (ок. 921—946) англ. Eadmund                         | 27 октября 939                  | 26 мая 946 | Уэссекский дом англ. House of Wessex                                                      | Король англов лат. Rex Anglorum | [ 16 ] [ 17 ] [ 18 ]    |
| | Эдред (ок. 923—955) англ. Eadred                           | 26 мая 946                      | 23 ноября 955 | Уэссекский дом англ. House of Wessex                                                      | Король англов лат. Rex Anglorum | [ 19 ] [ 20 ] [ 21 ]    |
| | Эдвиг (?—959) англ. Eadwig                                 | 23 ноября 955                   | 1 октября 959 | Уэссекский дом англ. House of Wessex                                                      | Король англов лат. Rex Anglorum | [ 22 ] [ 23 ] [ 24 ]    |
| | Эдгар (ок. 943—975) англ. Eadgar                           | 1 октября 959                   | 8 июля 975 | Уэссекский дом англ. House of Wessex                                                      | Король англов лат. Rex Anglorum | [ 25 ] [ 26 ] [ 27 ]    |
| | Эдуард (ок. 963—977) англ. Eadweard                        | 8 июля 975                      | 18 марта 978 | Уэссекский дом англ. House of Wessex                                                      | Король англов лат. Rex Anglorum | [ 28 ] [ 29 ] [ 30 ]    |
| | Этельред (ок. 968—1016) англ. Æthelred                     | 18 марта 978                    | 1013 | Уэссекский дом англ. House of Wessex                                                      | Король англов лат. Rex Anglorum | [ 31 ] [ 32 ] [ 33 ]    |
| | Свейн (ок. 960—1014) дат. Svend 1. норв. Svein англ. Sweyn | 1013                            | 3 февраля 1014 | Кнютлинги дат. Jellingdynastiet                                                           | Король англов лат. Rex Anglorum | [ 34 ] [ 35 ] [ 36 ]    |
| | Этельред (ок. 968—1016) англ. Æthelred                     | 1014                            | 23 апреля 1016 | Уэссекский дом англ. House of Wessex                                                      | Король англов лат. Rex Anglorum | [ 31 ] [ 32 ] [ 33 ]    |
| | Эдмунд (ок. 993—1016) англ. Eadmund                        | 23 апреля 1016                  | 30 ноября 1016 | Уэссекский дом англ. House of Wessex                                                      | Король англов лат. Rex Anglorum | [ 37 ] [ 38 ] [ 39 ]    |
| | Кнут (ок. 995—1035) дат. Knud 2. норв. Knut англ. Cnut     | 30 ноября 1016                  | 12 ноября 1035 | Кнютлинги дат. Jellingdynastiet                                                           | Король англов лат. Rex Anglorum | [ 40 ] [ 41 ] [ 42 ]    |
| | Гарольд (ок. 1016—1040) англ. Harold                       | 12 ноября 1035                  | 17 марта 1040 | Кнютлинги дат. Jellingdynastiet                                                           | Король англов лат. Rex Anglorum | [ 43 ] [ 44 ] [ 45 ]    |
| | Хартакнут (1018—1042) дат. Knud 3. англ. Harthacnut        | 17 марта 1040                   | 8 июня 1042 | Кнютлинги дат. Jellingdynastiet                                                           | Король англов лат. Rex Anglorum | [ 46 ] [ 47 ] [ 48 ]    |
| | Эдуард (ок. 1005—1066) англ. Eadweard                      | 8 июня 1042                     | 5 января 1066 | Уэссекский дом англ. House of Wessex                                                      | Король англов лат. Rex Anglorum | [ 49 ] [ 50 ] [ 51 ]    |
| | Гарольд (ок. 1020—1066) англ. Harold                       | 5 января 1066                   | 14 октября 1066 | Годвинсоны англ. House of Godwin                                                          | Король англов лат. Rex Anglorum | [ 52 ] [ 53 ] [ 54 ]    |
| | Эдгар (ок. 1054—1125) англ. Eadgar                         | 14 октября 1066                 | 25 декабря 1066 | Уэссекский дом англ. House of Wessex                                                      | Король англов лат. Rex Anglorum | [ 55 ] [ 56 ] [ 57 ]    |
| | Вильгельм I (ок. 1027—1087) англ. William I                | 25 декабря 1066                 | 9 сентября 1087 | Нормандский дом англ. House of Normandy                                                   | Король англов лат. Rex Anglorum | [ 58 ] [ 59 ] [ 60 ]    |
| | Вильгельм II (ок. 1060—1100) англ. William II              | 26 сентября 1087                | 2 августа 1100 | Нормандский дом англ. House of Normandy                                                   | Милостью Божьей, король англов лат. Dei gratia Rex Anglorum | [ 61 ] [ 62 ] [ 63 ]    |
| | Генрих I (1068—1135) англ. Henry I                         | 5 августа 1100                  | 1 декабря 1135 | Нормандский дом англ. House of Normandy                                                   | Милостью Божьей, король англов лат. Dei gratia Rex Anglorum | [ 64 ] [ 65 ] [ 66 ]    |
| | Стефан (ок. 1096—1154) англ. Stephen                       | 22 декабря 1135                 | 8 апреля 1141 | Блуа англ. House of Blois                                                                 | Милостью Божьей, король англов и герцог норманнов лат. Dei gratia Rex Anglorum et Dux Normannorum | [ 67 ] [ 68 ] [ 69 ]    |
| | Матильда (1102—1167) англ. Matilda                         | 8 апреля 1141                   | 7 декабря 1141 | Нормандский дом англ. House of Normandy                                                   | Леди англов лат. Domina Anglorum | [ 70 ] [ 71 ] [ 72 ]    |
| | Стефан (ок. 1096—1154) англ. Stephen                       | 7 декабря 1141                  | 25 октября 1154 | Блуа англ. House of Blois                                                                 | Милостью Божьей, король англов и герцог норманнов лат. Dei gratia Rex Anglorum et Dux Normannorum | [ 67 ] [ 68 ] [ 69 ]    |
| | Генрих II (1133—1189) англ. Henry II                       | 19 декабря 1154                 | 6 июля 1189 | Плантагенеты англ. House of Plantagenet                                                   | Милостью Божьей, король англов и герцог норманнов и аквитанцев и граф анжуйцев лат. Dei gratia Rex Anglorum et Dux Normannorum et Aquitanorum et Comes Andegavorum | [ 73 ] [ 74 ] [ 75 ]    |
| | Ричард I (1157—1199) англ. Richard I                       | 6 июля 1189                     | 3 сентября 1189 | Плантагенеты англ. House of Plantagenet                                                   | Лорд англов лат. Dominus Anglorum | [ 76 ] [ 77 ] [ 78 ]    |
| 3 сентября 1189                                                                                                 | Ричард I (1157—1199) англ. Richard I                       | 6 апреля 1199                   | Милостью Божьей, король англов и герцог норманнов и аквитанцев и граф анжуйцев лат. Dei gratia Rex Anglorum et Dux Normannorum et Aquitanorum et Comes Andegavorum | Плантагенеты англ. House of Plantagenet                                                   | | [ 76 ] [ 77 ] [ 78 ]    |
| | Иоанн (1167—1216) англ. John                               | 6 апреля 1199                   | 27 мая 1199 | Плантагенеты англ. House of Plantagenet                                                   | Лорд англов лат. Dominus Anglorum | [ 79 ] [ 80 ] [ 81 ]    |
| 27 мая 1199 | Иоанн (1167—1216) англ. John                               | 19 октября 1216                 | Милостью Божьей, король Англии, лорд Ирландии, герцог Нормандии и Аквитании, граф Анжу лат. Dei gratia Rex Anglie Dominus Hibernie Dux Normannie et Aqitannie Comes Andegavie | Плантагенеты англ. House of Plantagenet                                                   | | [ 79 ] [ 80 ] [ 81 ]    |
| | Людовик (1187—1226) англ. и фр. Louis                      | 2 июня 1216                     | Милостью Божьей, король Англии, лорд Ирландии, герцог Нормандии и Аквитании, граф Анжу лат. Dei gratia Rex Anglie Dominus Hibernie Dux Normannie et Aqitannie Comes Andegavie | 11 сентября 1217                                                                          | Капетинги фр. Maison capétienne | [ 82 ] [ 83 ] [ 84 ]    |
| | Генрих III (1207—1272) англ. Henry III                     | 28 октября 1216                 | Милостью Божьей, король Англии, лорд Ирландии, герцог Нормандии и Аквитании, граф Анжу лат. Dei gratia Rex Anglie Dominus Hibernie Dux Normannie et Aqitannie Comes Andegavie | 4 декабря 1259                                                                            | Плантагенеты англ. House of Plantagenet | [ 85 ] [ 86 ] [ 87 ]    |
| 4 декабря 1259                                                                                                  | Генрих III (1207—1272) англ. Henry III                     | 16 ноября 1272                  | Милостью Божьей, король Англии, лорд Ирландии и герцог Аквитании лат. Dei gratia Rex Anglie Dominus Hibernie et Dux Aquitanie |                                                                                           | Плантагенеты англ. House of Plantagenet | [ 85 ] [ 86 ] [ 87 ]    |
| | Эдуард I (1239—1307) англ. Edward I                        | 20 ноября 1272                  | Милостью Божьей, король Англии, лорд Ирландии и герцог Аквитании лат. Dei gratia Rex Anglie Dominus Hibernie et Dux Aquitanie | 7 июля 1307                                                                               | Плантагенеты англ. House of Plantagenet | [ 88 ] [ 89 ] [ 90 ]    |
| | Эдуард II (1284—1327) англ. Edward II                      | 7 июля 1307                     | Милостью Божьей, король Англии, лорд Ирландии и герцог Аквитании лат. Dei gratia Rex Anglie Dominus Hibernie et Dux Aquitanie | 20 января 1327                                                                            | Плантагенеты англ. House of Plantagenet | [ 91 ] [ 92 ] [ 93 ]    |
| | Эдуард III (1312—1377) англ. Edward III                    | 24 января 1327                  | 25 января 1340 | Милостью Божьей, король Англии, лорд Ирландии лат. Dei gratia Rex Anglie Dominus Hibernie | Плантагенеты англ. House of Plantagenet | [ 94 ] [ 95 ] [ 96 ]    |
| 25 января 1340                                                                                                  | Эдуард III (1312—1377) англ. Edward III                    | 21 июня 1377                    | Милостью Божьей, король Англии и Франции, лорд Ирландии лат. Dei gratia Rex Anglie et Francie Dominus Hibernie |                                                                                           | Плантагенеты англ. House of Plantagenet | [ 94 ] [ 95 ] [ 96 ]    |
| | Ричард II (1367—1400) англ. Richard II                     | 21 июня 1377                    | Милостью Божьей, король Англии и Франции, лорд Ирландии лат. Dei gratia Rex Anglie et Francie Dominus Hibernie | 30 сентября 1399                                                                          | Плантагенеты англ. House of Plantagenet | [ 97 ] [ 98 ] [ 99 ]    |
| | Генрих IV (1366—1413) англ. Henry IV                       | 30 сентября 1399                | Милостью Божьей, король Англии и Франции, лорд Ирландии лат. Dei gratia Rex Anglie et Francie Dominus Hibernie | 20 марта 1413                                                                             | Ланкастеры англ. House of Lancaster | [ 100 ] [ 101 ] [ 102 ] |
| | Генрих V (1386—1422) англ. Henry V                         | 20 марта 1413                   | Милостью Божьей, король Англии и Франции, лорд Ирландии лат. Dei gratia Rex Anglie et Francie Dominus Hibernie | 21 мая 1420                                                                               | Ланкастеры англ. House of Lancaster | [ 103 ] [ 104 ] [ 105 ] |
| 21 мая 1420 | Генрих V (1386—1422) англ. Henry V                         | 31 августа 1422                 | Милостью Божьей, король Англии, наследник и регент Королевства Франция, лорд Ирландии лат. Dei gratia Rex Anglie Heres et Regens Regni Francie Dominus Hibernie |                                                                                           | Ланкастеры англ. House of Lancaster | [ 103 ] [ 104 ] [ 105 ] |
| | Генрих VI (1421—1471) англ. Henry VI                       | 31 августа 1422                 | Милостью Божьей, король Англии, наследник и регент Королевства Франция, лорд Ирландии лат. Dei gratia Rex Anglie Heres et Regens Regni Francie Dominus Hibernie | 21 октября 1422                                                                           | Ланкастеры англ. House of Lancaster | [ 106 ] [ 107 ] [ 108 ] |
| 21 октября 1422                                                                                                 | Генрих VI (1421—1471) англ. Henry VI                       | 4 марта 1461                    | Милостью Божьей, король Англии и Франции, лорд Ирландии лат. Dei gratia Rex Anglie et Francie Dominus Hibernie |                                                                                           | Ланкастеры англ. House of Lancaster | [ 106 ] [ 107 ] [ 108 ] |
| | Эдуард IV (1442—1483) англ. Edward IV                      | 4 марта 1461                    | Милостью Божьей, король Англии и Франции, лорд Ирландии лат. Dei gratia Rex Anglie et Francie Dominus Hibernie | 2 октября 1470                                                                            | Йорки англ. House of York | [ 109 ] [ 110 ] [ 111 ] |
| | Генрих VI (1421—1471) англ. Henry VI                       | 5 октября 1470                  | Милостью Божьей, король Англии и Франции, лорд Ирландии лат. Dei gratia Rex Anglie et Francie Dominus Hibernie | 11 апреля 1471                                                                            | Ланкастеры англ. House of Lancaster | [ 106 ] [ 107 ] [ 108 ] |
| | Эдуард IV (1442—1483) англ. Edward IV                      | 11 апреля 1471                  | Милостью Божьей, король Англии и Франции, лорд Ирландии лат. Dei gratia Rex Anglie et Francie Dominus Hibernie | 9 апреля 1483                                                                             | Йорки англ. House of York | [ 109 ] [ 110 ] [ 111 ] |
| | Эдуард V (1470—1483) англ. Edward V                        | 9 апреля 1483                   | Милостью Божьей, король Англии и Франции, лорд Ирландии лат. Dei gratia Rex Anglie et Francie Dominus Hibernie | 25 июня 1483                                                                              | Йорки англ. House of York | [ 112 ] [ 113 ] [ 114 ] |
| | Ричард III (1452—1485) англ. Richard III                   | 26 июня 1483                    | Милостью Божьей, король Англии и Франции, лорд Ирландии лат. Dei gratia Rex Anglie et Francie Dominus Hibernie | 22 августа 1485                                                                           | Йорки англ. House of York | [ 115 ] [ 116 ] [ 117 ] |
| | Генрих VII (1457—1509) англ. Henry VII                     | 22 августа 1485                 | Милостью Божьей, король Англии и Франции, лорд Ирландии лат. Dei gratia Rex Anglie et Francie Dominus Hibernie | 21 апреля 1509                                                                            | Тюдоры англ. House of Tudor | [ 118 ] [ 119 ] [ 120 ] |
| | Генрих VIII (1491—1547) англ. Henry VIII                   | 21 апреля 1509                  | Милостью Божьей, король Англии и Франции, лорд Ирландии лат. Dei gratia Rex Anglie et Francie Dominus Hibernie | 11 октября 1521                                                                           | Тюдоры англ. House of Tudor | [ 121 ] [ 122 ] [ 123 ] |
| 11 октября 1521                                                                                                 | Генрих VIII (1491—1547) англ. Henry VIII                   | 15 января 1535                  | Милостью Божьей, король Англии и Франции, защитник веры и лорд Ирландии англ. By the Grace of God, King of England and France, Defender of the Faith, Lord of Ireland лат. Dei gratia Rex Anglie et Francie, Fidei Defensor et Dominus Hibernie |                                                                                           | Тюдоры англ. House of Tudor | [ 121 ] [ 122 ] [ 123 ] |
| 15 января 1535                                                                                                  | Генрих VIII (1491—1547) англ. Henry VIII                   | 1536                            | Милостью Божьей, король Англии и Франции, защитник веры, лорд Ирландии, и Церкви Англии на земле верховный глава англ. By the Grace of God, King of England and France, Defender of the Faith, Lord of Ireland, and of the Church of England in Earth Supreme Head лат. Dei gratia Rex Anglie et Francie, Fidei Defensor, Dominus Hibernie, et in terra ecclesie Anglicane supremum caput |                                                                                           | Тюдоры англ. House of Tudor | [ 121 ] [ 122 ] [ 123 ] |
| 1536 | Генрих VIII (1491—1547) англ. Henry VIII                   | 6 февраля 1542                  | Милостью Божьей, король Англии и Франции, защитник веры, лорд Ирландии, и Церкви Англии и Ирландии на земле верховный глава англ. By the Grace of God, King of England and France, Defender of the Faith, Lord of Ireland, and of the Church of England and of Ireland in Earth Supreme Head лат. Dei gratia Rex Anglie et Francie, Fidei Defensor, Dominus Hibernie, et in terra ecclesiae Anglicane et Hibernice supremum caput |                                                                                           | Тюдоры англ. House of Tudor | [ 121 ] [ 122 ] [ 123 ] |
| 6 февраля 1542                                                                                                  | Генрих VIII (1491—1547) англ. Henry VIII                   | 28 января 1547                  | Милостью Божьей, король Англии, Франции и Ирландии, защитник веры, и Церкви Англии и Ирландии на земле верховный глава англ. By the Grace of God, King of England, France and Ireland, Defender of the Faith, and of the Church of England and of Ireland in Earth Supreme Head лат. Dei gratia Anglie Francie et Hibernie Rex, Fidei Defensor, et in terra ecclesie Anglicane et Hibernice supremum caput |                                                                                           | Тюдоры англ. House of Tudor | [ 121 ] [ 122 ] [ 123 ] |
| | Эдуард VI (1537—1553) англ. Edward VI                      | 28 января 1547                  | Милостью Божьей, король Англии, Франции и Ирландии, защитник веры, и Церкви Англии и Ирландии на земле верховный глава англ. By the Grace of God, King of England, France and Ireland, Defender of the Faith, and of the Church of England and of Ireland in Earth Supreme Head лат. Dei gratia Anglie Francie et Hibernie Rex, Fidei Defensor, et in terra ecclesie Anglicane et Hibernice supremum caput | 6 июля 1553                                                                               | Тюдоры англ. House of Tudor | [ 124 ] [ 125 ] [ 126 ] |
| | Джейн (1537—1554) англ. Jane                               | 6 июля 1553                     | 19 июля 1553 | Греи англ. House of Grey                                                                  | Милостью Божьей, королева Англии, Франции и Ирландии, защитница веры, и Церкви Англии и Ирландии на земле верховный глава англ. By the Grace of God, Queen of England, France and Ireland, Defender of the Faith, and of the Church of England and also of Ireland in Earth Supreme Head лат. Dei gratia Anglie Francie et Hibernie Regina, Fidei Defensor, et in terra ecclesie Anglicane et Hibernice supremum caput | [ 127 ] [ 128 ] [ 129 ] |
| | Мария I (1516—1558) англ. Mary I                           | 19 июля 1553                    | 25 июля 1554 | Тюдоры англ. House of Tudor                                                               | Милостью Божьей, королева Англии, Франции и Ирландии, защитница веры, и Церкви Англии и Ирландии на земле верховный глава англ. By the Grace of God, Queen of England, France and Ireland, Defender of the Faith, and of the Church of England and also of Ireland in Earth Supreme Head лат. Dei gratia Anglie Francie et Hibernie Regina, Fidei Defensor, et in terra ecclesie Anglicane et Hibernice supremum caput | [ 130 ] [ 131 ] [ 132 ] |
| 25 июля 1554 | Мария I (1516—1558) англ. Mary I                           | 17 ноября 1558                  | Милостью Божьей, королева Англии, Франции, Неаполя, Иерусалима и Ирландии, защитница веры, принцесса Испании и Сицилии, эрцгерцогиня Австрии, герцогиня Милана, Бургундии и Брабанта, графиня Хапсбурга, Фландрии и Тироля англ. By the Grace of God Queen of England, France, Naples, Jerusalem, and Ireland, Defender of the Faith, Princess of Spain and Sicily, Archduchess of Austria, Duchess of Milan, Burgundy, and Brabant, Countess of Hapsburg, Flanders, and Tyrol лат. Dei gratia Regina Anglie Francie Neapolis Ierusalem et Hibernie, Fidei Defensor, Princeps Hispanie et Sicilie, Archiducissa Austrie, Ducissa Mediolani Burgundie et Brabancie, Comitissa Haspurgi Flandrie et Tirolis | Тюдоры англ. House of Tudor                                                               | | [ 130 ] [ 131 ] [ 132 ] |
| | Елизавета I (1533—1603) англ. Elizabeth I                  | 17 ноября 1558                  | 24 марта (3 апреля) 1603 | Тюдоры англ. House of Tudor                                                               | Милостью Божьей, королева Англии, Франции и Ирландии, защитница веры и пр. англ. By the Grace of God, Queen of England, France and Ireland, Defender of the Faith, etc. лат. Dei gratia Anglie Francie et Hibernie Regina, Fidei Defensor, etc. | [ 133 ] [ 134 ] [ 135 ] |
| | Яков I (1566—1625) англ. James I                           | 24 марта (3 апреля) 1603        | 31 марта (10 апреля) 1603 | Стюарты англ. House of Stuart                                                             | Милостью Божьей, король Англии, Франции и Ирландии, защитник веры и пр. англ. By the Grace of God, King of England, France and Ireland, Defender of the Faith, etc. лат. Dei Gratia Anglie Francie et Hibernie Rex, Fidei Defensor, etc. | [ 136 ] [ 137 ] [ 138 ] |
| 31 марта (10 апреля) 1603                                                                                       | Яков I (1566—1625) англ. James I                           | 27 марта (6 апреля) 1625        | Милостью Божьей, король Англии, Шотландии, Франции и Ирландии, защитник веры и пр. англ. By the Grace of God, King of England, Scotland, France and Ireland, Defender of the Faith, etc. лат. Dei gratia Anglie Scotie Francie et Hibernie Rex, Fidei Defensor, etc. | Стюарты англ. House of Stuart                                                             | | [ 136 ] [ 137 ] [ 138 ] |
| | Карл I (1600—1649) англ. Charles I                         | 27 марта (6 апреля) 1625        | Милостью Божьей, король Англии, Шотландии, Франции и Ирландии, защитник веры и пр. англ. By the Grace of God, King of England, Scotland, France and Ireland, Defender of the Faith, etc. лат. Dei gratia Anglie Scotie Francie et Hibernie Rex, Fidei Defensor, etc. | Стюарты англ. House of Stuart                                                             | 30 января (9 февраля) 1649 | [ 139 ] [ 140 ] [ 141 ] |
| | Уильям Ленталл (1591—1662) англ. William Lenthall          | 30 января (9 февраля) 1649      | 19 (29) мая 1649 | —                                                                                         | Спикер общин Англии, собравшихся в Парламенте англ. Speaker of Commons of England, in Parliament assembled | [ 142 ] [ 143 ] [ 144 ] |
| С 19 (29) мая 1649 года по 8 (18) мая 1660 года Англия являлась частью Содружества Англии, Шотландии и Ирландии |                                                            |                                 | |                                                                                           | |                         |
| | Карл II (1630—1685) англ. Charles II                       | 6 (16) августа 1651             | 15 (25) октября 1651 | Стюарты англ. House of Stuart                                                             | Милостью Божьей, король Англии, Шотландии, Франции и Ирландии, защитник веры и пр. англ. By the Grace of God, King of England, Scotland, France and Ireland, Defender of the Faith, etc. лат. Dei gratia Anglie Scotie Francie et Hibernie Rex, Fidei Defensor, etc. | [ 145 ] [ 146 ] [ 147 ] |
| 8 (18) мая 1660                                                                                                 | Карл II (1630—1685) англ. Charles II                       | 6 (16) февраля 1685             | | Стюарты англ. House of Stuart                                                             | Милостью Божьей, король Англии, Шотландии, Франции и Ирландии, защитник веры и пр. англ. By the Grace of God, King of England, Scotland, France and Ireland, Defender of the Faith, etc. лат. Dei gratia Anglie Scotie Francie et Hibernie Rex, Fidei Defensor, etc. | [ 145 ] [ 146 ] [ 147 ] |
| | Яков II (1633—1701) англ. James II                         | 6 (16) февраля 1685             | 12 (22) февраля 1689 | Стюарты англ. House of Stuart                                                             | Милостью Божьей, король Англии, Шотландии, Франции и Ирландии, защитник веры и пр. англ. By the Grace of God, King of England, Scotland, France and Ireland, Defender of the Faith, etc. лат. Dei gratia Anglie Scotie Francie et Hibernie Rex, Fidei Defensor, etc. | [ 148 ] [ 149 ] [ 150 ] |
| | Яков (1649—1685) англ. James                               | 20 (30) июня 1685               | 8 (18) июля 1685 | Стюарты (незакон.) англ. House of Stuart                                                  | Милостью Божьей, король Англии, Шотландии, Франции и Ирландии, защитник веры и пр. англ. By the Grace of God, King of England, Scotland, France and Ireland, Defender of the Faith, etc. лат. Dei gratia Anglie Scotie Francie et Hibernie Rex, Fidei Defensor, etc. | [ 151 ] [ 152 ] [ 153 ] |
| | Лоуренс Хайд (1642—1711) англ. Laurence Hyde               | 11 (21) декабря 1688 (часы)     | 11 (21) декабря 1688 (часы) | —                                                                                         | Председатель Пэров королевства англ. Chairman of the Peers of the Realm | [ 154 ] [ 155 ] [ 156 ] |
| | Джордж Сэвил (1633—1695) англ. George Savile               | 12 (22) декабря 1688            | 28 декабря 1688 (7 января 1689) | —                                                                                         | Председатель Пэров королевства англ. Chairman of the Peers of the Realm | [ 157 ] [ 158 ] [ 159 ] |
| | Вильгельм III (1650—1702) англ. William III                | 28 декабря 1688 (7 января 1689) | 13 (23) февраля 1689 | Оранско-Нассауский дом англ. House of Orange-Nassau                                       | Управляющий делами англ. Administrator of Affairs | [ 160 ] [ 161 ] [ 162 ] |
| 13 (23) февраля 1689                                                                                            | Вильгельм III (1650—1702) англ. William III                | 11 (21) мая 1689                | Милостью Божьей, король Англии, Франции и Ирландии, защитник веры и пр. англ. By the Grace of God, King of England, France and Ireland, Defender of the Faith, etc. лат. Dei gratia, Angliae, Franciae et Hiberniae Rex, Fidei Defensor, etc. | Оранско-Нассауский дом англ. House of Orange-Nassau                                       | | [ 160 ] [ 161 ] [ 162 ] |
| 11 (21) мая 1689                                                                                                | Вильгельм III (1650—1702) англ. William III                | 8 (19) марта 1702               | Милостью Божьей, король Англии, Шотландии, Франции и Ирландии, защитник веры и пр. англ. By the Grace of God, King of England, Scotland, France and Ireland, Defender of the Faith, etc. лат. Dei gratia, Angliae, Scotiae, Franciae et Hiberniae Rex, Fidei Defensor, etc. | Оранско-Нассауский дом англ. House of Orange-Nassau                                       | | [ 160 ] [ 161 ] [ 162 ] |
| | Мария II (1662—1695) англ. Mary II                         | 13 (23) февраля 1689            | 11 (21) мая 1689 | Стюарты англ. House of Stuart                                                             | Милостью Божьей, королева Англии, Франции и Ирландии, защитница веры и пр. англ. By the Grace of God, Queen of England, France and Ireland, Defender of the Faith, etc. лат. Dei gratia, Angliae, Franciae et Hiberniae Regina, Fidei Defensor, etc. | [ 163 ] [ 164 ] [ 165 ] |
| 11 (21) мая 1689                                                                                                | Мария II (1662—1695) англ. Mary II                         | 28 декабря 1694 (7 января 1695) | Милостью Божьей, королева Англии, Шотландии, Франции и Ирландии, защитница веры и пр. англ. By the Grace of God, Queen of England, Scotland, France and Ireland, Defender of the Faith, etc. лат. Dei gratia, Angliae, Scotiae, Franciae et Hiberniae Regina, Fidei Defensor, etc. | Стюарты англ. House of Stuart                                                             | | [ 163 ] [ 164 ] [ 165 ] |
| | Анна (1665—1714) англ. Anne                                | 8 (19) марта 1702               | Милостью Божьей, королева Англии, Шотландии, Франции и Ирландии, защитница веры и пр. англ. By the Grace of God, Queen of England, Scotland, France and Ireland, Defender of the Faith, etc. лат. Dei gratia, Angliae, Scotiae, Franciae et Hiberniae Regina, Fidei Defensor, etc. | Стюарты англ. House of Stuart                                                             | 1 (12) мая 1707 | [ 166 ] [ 167 ] [ 168 ] |